# (9594) Garstang
(9594) Garstang – planetoida z pasa głównego asteroid okrążająca Słońce w ciągu 3 lat i 128 dni w średniej odległości 2,24 j.a. Została odkryta 4 września 1991 roku w Siding Spring Observatory w Australii przez Roberta McNaughta. Nazwa planetoidy pochodzi od Roya Henry'ego Garstanga (1925-2009), zajmującego się fizyką atomową oraz spektroskopią astronomiczną. Przed nadaniem nazwy planetoida nosiła oznaczenie tymczasowe (9594) 1991 RG.